# Normpack
Normpack är en intresseorganisation med syfte att hjälpa företag att reda ut krav och regler som ställs på material och artiklar som är avsedda att komma i kontakt med livsmedel, till exempel livsmedelsförpackningar. Medlemmarna är främst inom främst svenska förpackningsindustrin,
Genom egenkontroll som verifieras i tredjepartsgranskade certifikat, NormpackCertifikat, säkerställer Normpack att produkter lever upp till såväl svenska som europeiska regelverk.
Normpack har 2023 cirka 170 medlemmar som representerar alla led i värdekedjan, främst från svenska förpackningsindustrin. Verksamheten drivs av en styrkommittén och en teknisk kommitté, genom ett sekretariat som är placerat på Rise Research Institutes of Sweden.

## Historia
Näringslivsgruppen Normpack grundades 1981 på initiativ av svenska företag som vill ha hjälp i att tolka och efterleva den komplicerade lagstiftningen som gäller för material och artiklar i kontakt med livsmedel.

## Verksamhet
NormpackCertifikat erhålls för de produkter som utvärderats och uppfyller kraven enligt NormpackNormen. Certifikatet anger för kunder och konsumenter att förpackningen är utvärderad och lämpligt för livsmedel. Produkten kan också märkas med Normpack logga. En lista med alla Normpack-certifierade produkter finns tillgänglig på Normpacks öppna hemsida. NormpackNormen är den samling av svenska och europeiska lagar som Normpack utvärderar emot.
Normpack hjälper företag i ett egenkontrollsystem att säkerställa att man kontrollerar sitt material mot rätt lagstiftning.  